# Lago Vodlozero
El lago Vodlozero (del ruso: Водлозеро); en finés: Vodlajärvi es un lago natural de agua dulce regulado artificialmente situado en la república de Carelia, en Rusia, que desagua, a través del río Vodla, en el lago Onega. Su superficie es de 322 km², tiene una  longitud de 36 km, una anchura de 16 km y su profundidad máxima es de 18 metros.
El lago se utiliza para la pesca. Se congela a principios de noviembre y queda libre del hielo a principios de mayo.
En 1935 el lago se convirtió en un embalse para regular el caudal del río.  En 1991 en la zona se estableció el parque nacional de Vodlozero.
En el lago hay numerosas islas (196), siendo las mayores Kanzanavolok (6,2 km²), Kolgostrov (2,9 km²), Velikostrov (2,0 km²), Pelgostrov (2,0 km²), Shuyostrov (1,7 km²), Ohtom, Ragunovo, Vygostrov y Kingostrov.